# Рюриково (остановочный пункт)
Рюриково — памятник архитектуры, бывшая железнодорожная станция в Тульской губернии, Алексенского уезда. В настоящее время — остановочный пункт (платформа) у современного посёлка станции Рюриково городского округа город Алексин Тульской области России. На платформе останавливается 1 пара поездов по пятницам и выходнымдо Калуги, 1 пара до Узловой по пятницам и выходным и 2 пары Алексин - Урванка ежедневно)

## История
Станция-вокзал (в неорусском стиле) была построена в начале 1890-х гг.(задокументированная дата строительства не установлена, в фондах Алексинского художественно-краеведческого музея имеется фото строительства станции) на Сызрано-Вяземской железной дороге, вскоре после того, как близлежащую охотничью усадьбу в селе Першино, которую в XVIII веке построил банкир, граф И. Л. Лазарев, приобрёл великий князь Николай Николаевич и организовал в ней заповедник псовой охоты. Желающих поохотиться и порешать государственные дела было много и вокзал понадобился для приёма высокопоставленных гостей из столицы. Несмотря на то, что до усадьбы Першино приходилось ехать 20 вёрст конными повозками, пассажиров было немало. Приезд Великого князя Николая Николаевича с супругой Анастасией Николаевной и их гостей встречал духовой оркестр, а на станции открывали буфет с угощениями.
Станция использовалась ещё для выезда Першинской охоты на промысел зверя «в отъезжие поля» — в отдаленные от имения места соседних губерний. Вот рассказ участника таких «командировок»:
«На станции Рюриково… составляется охотничий поезд из 40 товарных и двух пассажирских вагонов I и II классов. В товарные вагоны грузится вся охота: собаки, лошади, кухни, экипажи и вся охотничья прислуга… Гости помещаются в вагоне I класса, не охотничья прислуга — в вагоне II класса. Великий князь едет на станцию назначения в экстренном поезде. Иногда его собственный вагон прицепляется к охотничьему поезду, и вся охота передвигается ночью от станции к станции. Днем берут в полях выводок волков… Вечером, накормив собак, грузятся в вагоны, ночью двигаются дальше. И так пока не взяты все (заранее разведанные) выводки. Тогда поезд идет назад на Рюриково. Охота разгружается и возвращается в Першино». Через начальника станции Н. Н. Романов заказывал для собак специальные вагоны, а также фураж для корма питомцев.
Первоначально станция называлась Даниловка, по названию ближайшей деревни, под таким названием она упоминается, как минимум (до 1895). Затем в 1904 году станции было дано новое название, не связанное с какой-либо из местных деревень, выбранное специально с учётом высокого статуса гостей местности. Вероятно выбор названия также связан с архитектурным замыслом станции. В конце XIX века в культурной жизни Российской империи набирали силу тенденции поиска древнерусских корней, национального, самобытного направления . В архитектуре это выразилось в строительстве зданий, храмов в неорусском стиле. Станция стала ярким памятником этого направления, и название Рюриково не только подчёркивает свой высокий статус, но и отсылает к глубокой древности, к истокам российской государственности.
Здание станции, похожее на сказочный теремок, заметно выделяют заложенные кирпичом проемы больших станционных окон. Это был выход на пристанционную площадь, где гости пересаживались на гужевой транспорт. При вокзале была станционная церковь, которую снесли (по не уточнённым данным, церковь была встроена в здание вокзала). Стилизованная готическая средневековая башня, напоминающая колокольню, и торцевые парадные входы с левой стороны станции, подтверждают эту гипотезу. Возможно, башня и была расположена, как раз над часовней. По некоторым сведениям башен было две.
В январе 1941 г. на станции Рюриково работала школа ликбеза для борьбы с неграмотностью.
В августе 1945 г. на станции Рюриково Алексинская контора ,,Союзплодовощь" организовала от населения сбор дикоросов.
Во время ВОВ территория станции стала ареной жестоких сражений на подступах к Алексину, округу усиленно бомбили немецкие самолёты, но станция не пострадала. 11 ноября 1941 г. фашисты заняли станцию Рюриково, 14 декабря с наступлением войск Красной армии она была освобождена. В 2018 году на станции Рюриково тульские поисковики нашли и обезвредили миномётную мину калибра 120 мм.
Колорит станции привлекал внимание кинематографистов. Станция участвовала в съёмках 2-х фильмов. Один из фильмов армянской киностудии «Умри на коне» (1979 г.), о событиях гражданской войны. На этот период она сменила название на станцию Майна.
До 80-х годов на станции работал небольшой буфет. Существовали планы пуска электричек. На станцию стали завозить электрооборудование. Но позднее, в связи со снижением пассажиропотока станция стала приходить в упадок и была окончательно закрыта в 1990-е гг. Здание находится в аварийном состоянии. Пригородный пассажирский поезд останавливается в Рюриково два раза в день. Рядом с платформой есть небольшой родник.